# Какистократия
Какистокра́тия (англ. kakistocracy от др.-греч. κάκιστος «худший» +  kratia «власть») — система управления, находящаяся в ведении худших, наименее квалифицированных, или самых недобросовестных граждан. Противоположно аристократии — правлению лучших.
Термин появился ещё в XVII веке. Он также употреблялся английским автором Томасом Лавом Пикоком в 1829 году, и в первые десятилетия XXI века широко используется для критики популистских правительств, возникающих в разных демократиях по всему миру. С термином «какистократия» тесно связано понятие меритоци́да — целенаправленного уничтожения лучших сил в обществе.

## Этимология
Слово происходит от двух греческих слов, kakistos (κάκιστος, худшее) и кратос (κράτος, власть), с буквальным значением правительства худших людей. Лингвистические эквиваленты русского слова какистократия следующие: английский термин kakistocracy, его греческий эквивалент kakistokratia (κακιστοκρατία), каталонская caquistocràcia, испанская kakistocracia, французская kakistocratie, немецкая Kakistokratie.

## История
Самое раннее употребление этого слова относится к XVII веку, оно встречается в проповеди Пола Госнольда от 9 августа 1644 года в церкви Святой Марии в Оксфорде:

Поэтому нам не нужно стесняться молиться против таких: против тех Лицемерных Поджигателей, которые принесли с небес огонь, чтобы сжечь свою Страну, сделав вид, будто Религия приняла и поддержала самое злое восстание; против тех Неронов, разорвавших утробу матери, которая их родила, и ранивших груди, которые сосали; против тех Каннибалов, что питаются плотью и опьянены кровью своих собратьев; против тех Катилин, что видят свои личные цели в общественных беспорядках, которые подожгли Царство, чтобы испечь себе яйца; против тех бурь в Государстве, тех духов мятежа, которые не могут выжить, чтобы не приставать и не вмешиваться; которые мучаются постоянным зудом перемен и новшеств, превращая нашу старую Иерархию в новую Пресвитерию, а затем и в новую Независимость; а нашу добрую Монархию в безумный вид Какистократии. Боже Правый!
Оригинальный текст (англ.)Therefore we need not make any scruple of praying against such: against those Sanctimonious Incendiaries, who have fetched fire from heaven to set their Country in combustion, have pretended Religion to raise and maintaine a most wicked rebellion: against those Nero's, who have ripped up the wombe of the mother that bare them, and wounded the breasts that gave them sucke: against those Cannibal's who feed upon the flesh and are drunke with the bloud of their own brethren: against those Catiline's who seeke their private ends in the publicke disturbance, and have set the Kingdome on fire to rost their owne egges: against those tempests of the State, those restlesse spirits who can no longer live, then be stickling and medling; who are stung with a perpetuall itch of changing and innovating, transforming our old Hierarchy into a new Presbytery, and this againe into a newer Independency; and our well-temperd Monarchy into a mad kinde of Kakistocracy. Good Lord!
— Пол Госнольд
Английский автор Томас Лав Пикок позже использовал этот термин в своём романе 1829 года «Несчастья Эльфина», где он разъясняет суть какистократии как противоположности аристократии, так как аристократы (ἄριστος) означает «отличные, лучшие» на греческом языке. В своём «Воспоминании о рабстве» 1838 года (которое он поддерживал) американский сенатор Уильям Харпер сравнил какистократию с анархией и указал, что это редкое явление:

Анархия — это не столько отсутствие правительства, сколько наихудшее правительство — не аристократия, а какистократия, — положение вещей, которое, к чести нашей природы, редко достигается среди людей и которое, возможно, было полностью продемонстрировано только в худшие времена Французской революции, когда этот ужасный ад горел своим самым ужасным пламенем. При таком положении вещей быть обвиняемым — значит быть осужденным; защищать невиновного — значит быть виновным; и что, возможно, является наихудшим результатом, даже люди лучшей природы, которым отвратительны их собственные поступки, подстрекаются страхом быть готовыми соперничать в делах вины и насилия.
Оригинальный текст (англ.)Anarchy is not so much the absence of government as the government of the worst—not aristocracy but kakistocracy—a state of things, which to the honor of our nature, has seldom obtained amongst men, and which perhaps was only fully exemplified during the worst times of the French revolution, when that horrid hell burnt with its most horrid flame. In such a state of things, to be accused is to be condemned—to protect the innocent is to be guilty; and what perhaps is the worst effect, even men of better nature, to whom their own deeds are abhorrent, are goaded by terror to be forward and emulous in deeds of guilt and violence.
— Уильям Харпер
Американский поэт Джеймс Рассел Лоуэлл использовал этот термин в 1877 году в письме Джоэлю Бентону, в котором написал: «Что вызывает у меня сомнения и смятение, так это деградация морального тонуса. Это результат демократии или нет? Является ли наше правительство „народным, из народа и для народа“ или, может быть, это какистократия в пользу мошенников за счёт дураков?».

## Использование
Использование слова было редким в начале XX века, но оно восстановило популярность в 1981 году в связи с критикой администрации Рейгана. С тех пор оно используется для негативного описания различных правительств по всему миру. К примеру его часто употреблял консервативный комментатор Гленн Бек в отношении администрации Обамы.
Слово вернулось в обиход во время президентской кампании в США 2016 года, особенно оно полюбилось противникам и критикам кандидата в президенты от республиканцев Дональда Трампа.
В мае 2016 года академик и блогер Амро Али утверждал, что какистократия — это слово, которое необходимо возродить. Позже популярный американский новостной сайт Salon процитировал пост из блога Али о начале более широкой дискуссии об этом термине.
В августе 2016 года Дэн Леже из галифакской газеты The Chronicle Herald предположил, что победа Трампа на президентских выборах в США потребует нового использования термина «какистократия».
С ноября 2016 года критики неоднократно использовали это слово для описания администрации Трампа.
29 июня 2017 года издатель Merriam-Webster сообщил, что поиск слова в его онлайн-словаре достиг небывало высокого уровня в тот день. Газета The Washington Post сообщила о «вирусном» использовании слова для описания администрации Трампа 13 апреля 2018 года.
Белорусское интернет-издание «Kyky.org» использует данный термин по отношению к председателям местных исполкомов, преимущественно окончивших сельскохозяйственные образовательные и технологические учреждения (как вузы, так и ПТУ, колледжи и техникумы); как к людям, имеющих наиболее влиятельную власть на местном уровне.